# Мої Дікамерони
«Мої Дікамерони» (Мої Дікамерони. Гола правда. Без силікону, ботоксу і макіяжу) — автобіографічно-гротесково-еротичний роман сучасного українського письменника Юрія Логвина

## Анотація видавництва
Автобіографічні замальовки знаного художника і письменника розкривають подробиці життя літературно-мистецької богеми другої половини XX століття. Письменник пропонує нам художні замальовки в чотирьох жанрах: натюрморт, пейзаж, портрет L&i, звичайно ж, оголена натура (ню), яку від юних років автор прагнув зафіксувати у своєму альбомі. 

## Зміст
За словами автора роману «Мої Дікамерони»: «Оповідань та новел я не пишу. Я пишу оповідки. А розповідаю й малюю різні історії. Особливо мені подобається зовсім екзотичний і не відомий в Україні жанр – «існад». Це дуже просто: автор розповідає правдиву історію, яку йому розповіли люди , у чиїй правдивості нема жодного сумніву …».
Таких оповідок в книзі «Мої Дікамерони» - 26. Назва книги і зміст перегукується з назвою і змістом книги Джованні Бокаччо «Декамерон». 
В більшості «оповідок», враховуючи те, що автор не тільки відомий письменник, а ще й не менш відомий фаховий художник, не обходиться без оголених натурниць (ню-шок» - як їх називає автор), а в меншості без «оголеної» української історії. 
В книзі «Мої Дікамерони» оповідки: це замальовки подій з життя самого автора – від воєнного дитинства до пізніх днів епохи застою і новітньої історії України. 
Кожний твір проілюстрований власними малюнками автора.
Про художню цінність книги можна судити з того, що вона була серед невеликої кількості книг, нагороджених «як найкраща» на конкурсі «Коронація слова» за 2013 рік (їй присуджено диплом з 6 000 присланих на конкурс рукописів).

## Приклади ілюстрацій "оповідок" роману